# Bataille d'Azcapotzalco
Guerre d'indépendance du Mexique
La Bataille d'Azcapotzalco est une action militaire de la Guerre d’indépendance du Mexique qui eut lieu le 19 août 1821, dans la vieille ville de Azcapotzalco, Mexico. Les insurgés commandés par les colonels Anastasio Bustamante et Luis Quintanar y défirent les forces royalistes de Manuel Concha.

## Contexte
En août 1821, l'armée des Trois Garanties avait pris possession de la plupart des populations de Nouvelle-Espagne, ne laissant aux forces royalistes que les bastions de Mexico et Veracruz.
Mexico, capitale de la vice-royauté de la Nouvelle-Espagne était la clé décisive de la lutte pour l'indépendance du Mexique de sorte que les forces royalistes devaient la défendre à tout prix. L'armée des trois garanties stationnait autour de la place avec des campements militaires dans les villages de la périphérie. Les camps royalistes étaient stationnés à Tacuba et dans l'ancienne hacienda de Claveria.

## La bataille
Alors que Agustín de Iturbide se rendait à Cordoba pour s'entretenir avec le vice-roi Juan O'Donoju, il chargea les colonels Luis Quintanar et Anastasio Bustamante de diriger l'attaque sur la capitale. Bustamante fut en mesure d'occuper les haciendas de Cristo et Careaga - connues à présent sous les noms el Rosario et el Molino de la Hacienda Santa Mónica - pour servir de base de départ à l'attaque. Le 19 août 1821, l'insurgé Nicolas Acosta entra dans Azcapotzalco en prenant le pont d'El Rosario pour attaquer les forces royalistes. Les attaques commencèrent alors que le sol était boueux après de fortes pluies. En entendant les coups de la fusillade, le général royaliste Manuel Concha déplaça son quartier général de Tacubaya (es)  à Tlacopan pour aller vers Azcapotzalco après quatre heures du soir.
Les rebelles décidèrent de se retirer de Azcapotzalco et envoyèrent leurs troupes à l'Hacienda de Careaga. Le General Concha, informé de la retraite des rebelles, les suivit pour les harceler puis décida de forcer la bataille à Azcapotzalco, où ses troupes étaient en garnison dans la paroisse locale. Les royalistes furent rapides et mirent une pièce d'artillerie à proximité du cimetière de la paroisse. À l'arrivée à Azcapotzalco, les forces insurgées attaquèrent les royalistes qui se trouvaient sur le porche et le toit de la paroisse et dans le couvent des Dominicains. Les combats se poursuivirent jusqu'à 11 heures lorsque les insurgés se firent rares dans la place, Bustamante ordonna d'envoyer un canon à l'entrée du village pour accroître l'intensité du combat. Après qu'il vit son offensive échouer, il décida de retirer l'artillerie pour essayer de ne pas la laisser aux royalistes. Encarnación Ortiz (es), un soldat rebelle, tenta de dégager l'artillerie coincée dans la boue mais il fut tué d'une balle. Cette mort galvanisa les insurgés qui attaquèrent l'Atrium et s'engagèrent dans un corps à corps avec les royalistes qu'ils battirent, les forçant à fuir vers Puente del Rosario.

## Conséquences
La victoire de l'Armée des trois garanties amena les royalistes à quitter l'hacienda de Claveria, Tacuba, Popotla (es) et San Jacinto qui devinrent indépendants dans les jours qui suivirent. Une plaque est posée sur le champ de bataille avec la légende suivante : 
« En este atrio tuvo lugar la última acción de armas en la guerra de independencia nacional efectuada el 19 de agosto de 1821 » (1821-1921). (Ici eut lieu la dernière bataille de la guerre d'indépendance du Mexique le 19 août 1821).
Valentín Canalizo, futur président du Mexique, participa à cette bataille.

## Source
- (es) D. Julio Zárate, México a través de los siglos, vol. 3 : La Guerra de Independencia, 1880, XIV-812 p., fig., pl. en coul., portr., cartes, fac-sim., cartonnage ill. en coul. (BNF 31682298, lire en ligne), chap. XVI.